# ريتشارد تي جيل
ريتشارد تي جيل (بالإنجليزية: Richard T. Gill)‏ هو اقتصادي ومغني أوبرا أمريكي، ولد في 30 نوفمبر 1927، وتوفي في 25 أكتوبر 2010.

## وصلات خارجية
- ريتشارد تي جيل على موقع IMDb (الإنجليزية)